# Partido Agrario de Turkmenistán
El Partido Agrario de Turkmenistán (en turcomano: Türkmenistanyň agrar partiýasy), es un partido político de Turkmenistán. Fue fundado el 28 de septiembre del 2014.
Participó por primera vez en las elecciones presidenciales de Turkmenistán de 2017, donde postuló a Durdygylyç Orazow como candidato presidencial. En ellas, Orazow quedó en último lugar, obteniendo tan solo 1.898 votos, que representan el 0,06%.
Participó posteriormente en las elecciones parlamentarias que se celebraron un año más tarde. En ellas, el partido obtuvo once escaños. 

## Crítica
El partido apoya la política del presidente Gurbanguly Berdimuhamedow. Según críticos, el partido apareció solo para crear la ilusión de que en el país se celebran elecciones de carácter multipartidista.

## Resultados Electorales

### Elecciones legislativas
| Elección | Líder         | Rendimiento | Rendimiento | Posición | Gobierno |
| Elección | Líder         | Escaños     | +/–         | Posición | Gobierno |
| -------- | ------------- | ----------- | ----------- | -------- | -------- |
| 2018     | Rejep Bazarow | 11/125      | Nuevo       | 3.º      |          |
| 2023     | Rejep Bazarow | 24/125      | 12          | 2.º      |          |

### Elecciones presidenciales
| Elección | Candidato         | %     |
| -------- | ----------------- | ----- |
| 2017     | Durdygylyç Orazow | 0,06% |
| 2022     | Agajan Bekmyradow | 7,22% |